# Station Sonobe
Station Sonobe (Japans: 園部駅,  Sonobe-eki) is een spoorwegstation in de Japanse stad Nantan in de prefectuur Kyoto. Het wordt aangedaan door de Sagano-lijn en de San'in-lijn, waarvan het respectievelijk het eind- en het beginpunt is, hoewel de Sagano-lijn officieel deel uitmaakt van de San'in-lijn. Het station heeft vier sporen, gelegen aan twee eilandperrons.
Naast de bovengenoemde lijnen stoppen er ook enkele langeafstandstreinen, te weten: Maizuru, Hashidate en Kinosaki

## Treindienst

### JR West
| 1,2,3,4 | ■ Sagano-lijn ■ San'in-lijn | richting Kameoka, Nijō en Kioto richting Ayabe, Fukuchiyama en Wadayama |

## Geschiedenis
Het station werd in 1899 geopend. 

## Overig openbaar vervoer
Bussen van het stadsnetwerk van Nantan, Keihan en JR West.

## Stationsomgeving
- Rurikei Onsen
- Lawson
- Autoweg 9

Kioto · Tambaguchi · Nijō · Emmachi · Hanazono · Uzumasa · Saga-Arashiyama · Hozukyō · Umahori · Kameoka · Namikawa · Chiyokawa · Yagi · Yoshitomi · Sonobe (>>San'in-lijn)